# Personal (Argentina)
Personal es una compañía de telecomunicaciones que opera en toda la Argentina a través de Telecom. Actualmente es el segundo proveedor de servicios de telefonía móvil más grande de Argentina, después de Movistar.

## Historia
Inició sus operaciones en 1995, pero solo en el interior de la zona norte del país (donde Telecom Argentina prestaba, también, servicios de telefonía fija). En el área metropolitana de Buenos Aires, esta empresa prestaba servicios desde 1993 junto con ‘Telefónica de España’ bajo la compañía Miniphone, que era propiedad de ambos. 
Sin embargo, en el año 1999, disposiciones legales determinaron la escisión de Miniphone, así como de todas aquellas empresas cuyos accionistas fueran Telecom y Telefónica. Es a partir de allí que Telecom Personal también comenzó a brindar servicio en el Gran Buenos Aires de modo independiente (quedándose con parte de los clientes de la dividida Miniphone).  
A principios de 2012 era la segunda empresa de telefonía celular por número de usuarios, con 18 millones de usuarios, detrás de Claro en Argentina.
El 4 de octubre de 2021, la compañía matriz, Telecom Argentina, fusionó sus empresas (Personal, Fibertel y Cablevisión) permitiendo a esta quedarse con los servicios de Personal Internet Lite (Ex Arnet, ex Fibertel Lite) y Personal Fibra Óptica.

## Tecnología
La compañía a 2021, posee la red 4G más grande de la Argentina, conectando 1879 localidades. Además, tiene la red 4G más rápida de la Argentina. La empresa utiliza las bandas 2, 4, 7, 8 y 28 para la red 4G LTE, se destaca su amplio despliegue en el Norte Argentino, donde cubre hasta La Quiaca, con tecnología LTE mediante un gran proceso de inversiones que incluyó despliegue de espejos y fibra óptica.  
La compañía brinda redes 3G y 2G también, las cuales han ido mejorando más y más a partir del despliegue de 4G LTE de Personal, también ofrece red 4G+, o LTE Advanced, con la cual los usuarios pueden percibir velocidades superiores a los 100 Mbps. 

## Logotipos

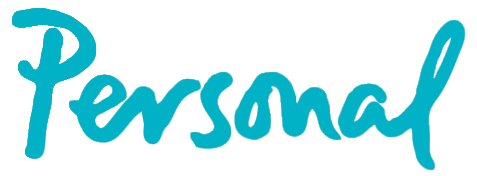
2011-2021
Desde 2021